# Teatro Cervantes

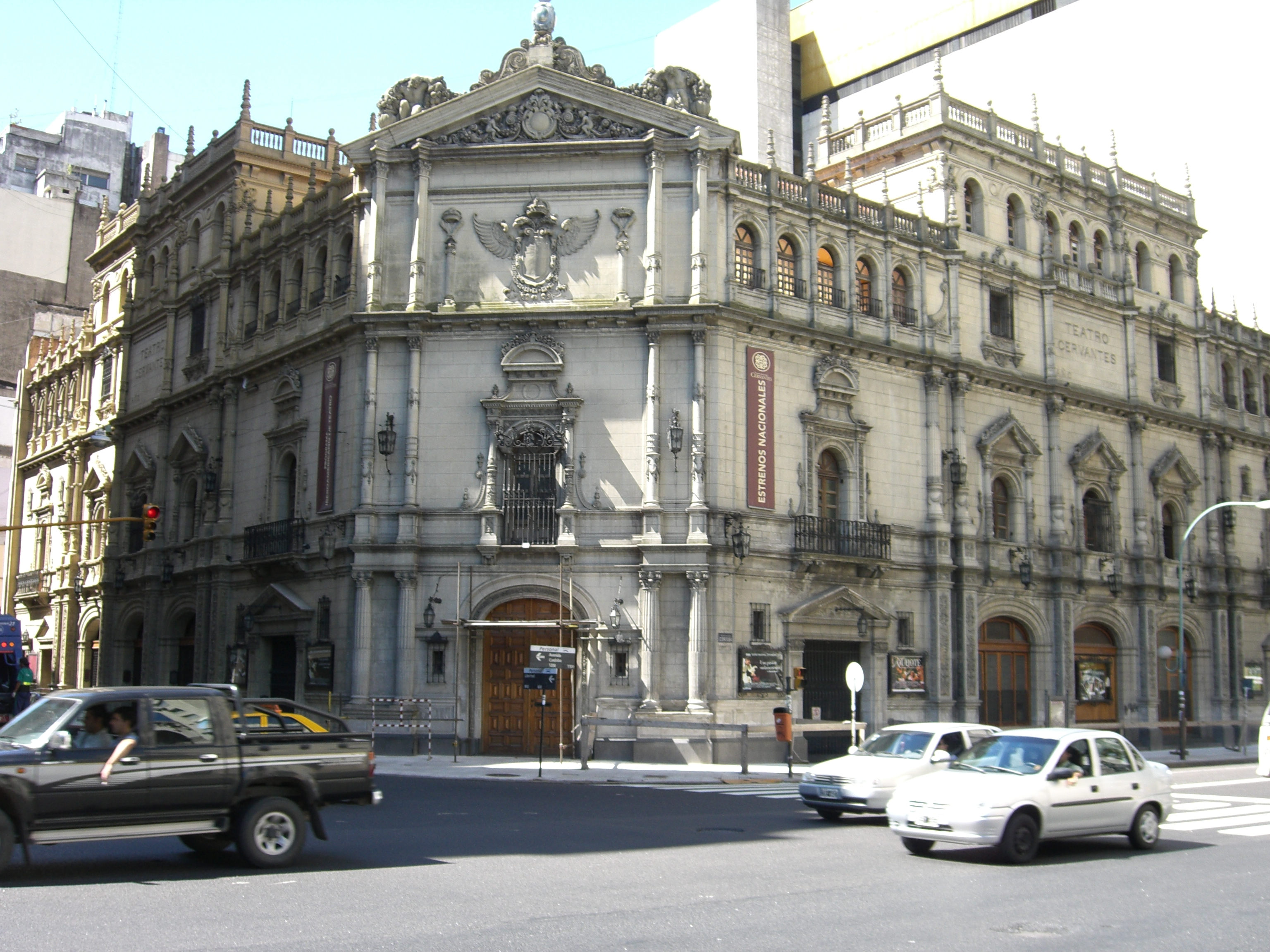
Das Teatro Cervantes in Buenos Aires

Das Teatro Cervantes (Cervantes-Theater) in der argentinischen Hauptstadt Buenos Aires ist das Nationaltheater des Landes.

## Geschichte
Das Teatro Cervantes verdankt zum Teil seine Existenz dem Umzug der spanischen Theaterproduzentin María Guerrero und ihrer Kompanie, durch die professionelles Bühnentheater in Argentinien populär wurde. Der kommerzielle Erfolg im Teatro Odeón und ihre Adaptionen klassischer spanischer Dramen brachten sie an diverse Theater landesweit. Im Anschluss der Eröffnung mehrerer großer, reich geschmückter Opernhäuser und Sprechbühnen in Argentinien investierten María Guerrero und ihr Ehemann 1918 einen Teil ihres Vermögens in den Bau eines eigenen Theaters. Das Projekt erregte die Aufmerksamkeit sowohl der lokalen besseren Gesellschaft als auch des Königs von Spanien, Alfons XIII., der am Bau mitwirkte, indem er kunsthandwerkliche Elemente beauftragte und Material und Bühnentechnik bereitstellen ließ. Das Theater wurde im spanischen Barock-Stil erbaut und nach dem legendären spanischen Romancier und Dramatiker Miguel de Cervantes benannt. 
Das Teatro Cervantes wurde am 5. September 1921 mit einer Produktion von Lope de Vegas „La Dama boba“ eingeweiht. Die starke Zunahme von Theatern in Buenos Aires und die Ankunft des Rundfunks in Argentinien wirkte sich jedoch nachteilig auf die Zuschauerzahlen aus und bereits 1926 war Guerrero gezwungen, das Gebäude zu versteigern. Enttäuscht von dieser Entwicklung überredete der damalige Direktor des nationalen Konservatoriums, Enrique García Velloso, den Präsidenten de Alvear aus dem Cervantes-Theater ein Nationaltheater zu machen. De Alvear, dessen Ehefrau Regina Pacini eine Opernsängerin und Förderin der Künste war, erklärte sich einverstanden. 1933 wurde das Theater auch Heimat für das Nationale Komödien-Theater. Ein Großfeuer 1961 zerstörte beinahe das Theater, ein Unglück, das allerdings für eine umfassende Modernisierung des mittlerweile nicht mehr zeitgemäßen Hauses sorgte. Auch wurde dem Gebäude ein 17-stöckiger Anbau hinzugefügt. Der Zuschauerraum wurde nach Originalplänen wiederaufgebaut und 1968 wurde das Teatro Cervantes wieder eröffnet. Der Einsatz von Lito Cruz, einer argentinischen Persönlichkeit, für das Theater führte zum Erlass eines Gesetzes, wonach das Teatro Cervantes 1997 zum Nationaltheater erklärt wurde und der Einrichtung jährliche Zuschüsse gewährt werden. 

## Überblick
Das Teatro Cervantes befindet sich auf der Avenida Córdoba 1155, zwei Blöcke nördlich vom Teatro Colón. Es hat drei Säle, der Hauptsaal ist der „Salon María Guerrero“ mit einer 456 m² großen Bühne und Platz für 860 Zuschauer, davon 512 auf den Galerien. Der zweite Saal, der „Salon Orestes Caviglia“, hat 150 Plätze und wird hauptsächlich für Kammermusik-Konzerte genutzt. Der „Salon Luisa Vehíl“ ist ein Multifunktionsraum, der bekannt ist für sein Gold-Dekor.